# Antarctoscyphus fragilis
Antarctoscyphus fragilis är en nässeldjursart som beskrevs av Peña-Cantero, Svoboda och Vervoort 1997. Antarctoscyphus fragilis ingår i släktet Antarctoscyphus och familjen Sertulariidae.
Artens utbredningsområde är Södra Ishavet. Inga underarter finns listade i Catalogue of Life.